# Gülpınar (Tokat)
 (juin 2008).
Gülpınar est un village de la province de Tokat en Turquie. Il comptait 205 habitants en 2000.